# Indijska košarkaška reprezentacija
Indijska košarkaška reprezentacija predstavlja državu Indiju u međunarodnoj muškoj košarci. Najveći uspjeh na azijskim prvenstvima joj je 4. mjesto 1975., a na Azijskom kupu 7. mjesto 2007.

## Nastupi na velikim natjecanjima

### Olimpijske igre
- 1980.: 12. mjesto